# Tasha Nelson
Tasha Marie Nelson (Mound, 1º luglio 1974) è un'ex sciatrice alpina statunitense.

## Biografia
Slalomista pura, la Nelson esordì in Coppa del Mondo il 10 marzo 1996 a Kvitfjell/Hafjell (18ª) e ai Campionati mondiali a Sestriere 1997, dove si classificò 13ª; il 23 novembre 1997 ottenne a Park City il miglior piazzamento in Coppa del Mondo (15ª) e ai successivi XVIII Giochi olimpici invernali di Nagano 1998, sua prima presenza olimpica, non completò la prova. Anche ai Mondiali di Vail/Beaver Creek 1999, sua ultima presenza iridata, non completò la gara; nello stesso anno conquistò l'ultima vittoria in Nor-Am Cup, il 19 dicembre a Mont-Tremblant, e il 19 marzo 2000 ottenne a Rossland l'ultimo podio nel circuito continentale nordamericano (2ª). Prese per l'ultima volta il via in Coppa del Mondo il 3 febbraio 2002 a Åre, senza completare la prova, e ai successivi XIX Giochi olimpici invernali di Salt Lake City 2002 non completò lo slalom speciale disputato il 20 febbraio, ultima gara della sua carriera.

## Palmarès

### Coppa del Mondo
- Miglior piazzamento in classifica generale: 85ª nel 1997

### Nor-Am Cup
- Vincitrice della classifica di slalom speciale nel 1996[1]
- 14 podi (dati dalla stagione 1994-1995):
  - 3 vittorie
  - 5 secondi posti
  - 6 terzi posti

#### Nor-Am Cup - vittorie
| Data             | Località         | Paese       | Specialità |
| ---------------- | ---------------- | ----------- | ---------- |
| 28 novembre 1995 | Mont-Sainte-Anne | Canada      | SL         |
| 5 gennaio 1996   | Attitash         | Stati Uniti | SL         |
| 19 dicembre 1999 | Mont-Tremblant   | Canada      | SL         |

Legenda:

SL = slalom speciale

### Campionati statunitensi
- 2 medaglie (dati dalla stagione 1994-1995):
  - 2 argenti (slalom speciale nel 1998; slalom speciale nel 2001)